# Carrusel (álbum)
Carrusel é a trilha sonora da telenovela mexicana de mesmo nome lançada em 1989. O álbum consiste em canções interpretadas pelo elenco infantil da novela e pela protagonista, a atriz mexicana Gabriela Rivero.

## Informações
Exceto a canção tema, "Carrusel de Niños" interpretada pelo elenco infantil, as outras canções da trilha praticamente não eram tocadas constantemente na novela. Elas foram mais usadas em apresentações musicais ao vivo feitas na época.
Algumas músicas presentes no álbum como "Señor Lenguaje", "La Noche de la Escuela", "De Otro Planeta", "Porque Mañana" e "Con Sus Alas Lastimadas" são regravações das mesmas presentes na trilha sonora da trama anterior argentina Señorita Maestra (1983).
Quando foi transmitida no Brasil em 1991 pelo SBT, a novela teve sua trilha toda reformulada fazendo com que a emissora lançasse um álbum contendo outras canções interpretadas por artistas nacionais e por isso, as canções originais são pouco conhecidas pelo público brasileiro. A única música que tocava aqui era «Carrusel de Niños», durante o encerramento, na primeira exibição da telenovela.

## Faixas
| N.º            | Título                    | Intérprete(s)                        | Duração |  |
| 1.             | "Carrusel de Niños"       | Elenco infantil                      | 3:09    |  |
| 2.             | "De Otro Planeta"         | Jorge Granillo                       | 5:01    |  |
| 3.             | "El Recreo"               | Gabriela Rivero Pedro Javier Viveros | 2:11    |  |
| 4.             | "Porque Mañana"           | Rivero                               | 2:44    |  |
| 5.             | "Señor Lenguaje"          | Elenco infantil                      | 2:23    |  |
| 6.             | "Con Sus Alas Lastimadas" | Flor Eduarda Gurrola                 | 4:08    |  |
| 7.             | "La Noche de la Escuela"  | Elenco infantil                      | 3:09    |  |
| 8.             | "Señorita Maestra"        | Rivero elenco infantil               | 3:00    |  |
| Duração total: | Duração total:            | Duração total:                       | 25:05   |  |